# Витебский округ
Витебский округ (бел. Віцебская акруга) — единица административного деления Белорусской ССР, существовавшая с июля 1924 по июль 1930 года. Административный центр — город Витебск.
Первоначально включал 12 районов: Бешенковичский, Витебский, Высочанский, Городокский, Езерищенский, Кузнецовский, Лиозненский, Межанский, Сенненский, Сиротинский, Суражский, Чашникский.
В 1927 был упразднён Кузнецовский район, а в 1929 — Езерищенский.
Упразднён в июле 1930, как и большинство округов СССР. Районы переданы в прямое подчинение БССР.
По данным переписи 1926 года численность населения составляла 583,4 тыс. чел. В том числе белорусы — 77,9 %; русские — 9,2 %; евреи — 9,2 %; поляки — 1,7 %; латыши — 1,2 %.